# Robert Heindl
Robert Heindl (* 24. Juli 1883 in München; † 25. September 1958 in Irschenhausen) war ein deutscher Kriminologe und Jurist.

## Leben
Nach dem Abitur 1902 am Wilhelmsgymnasium München studierte Heindl in München, Lausanne und Erlangen Jura. Nach seiner Promotion war er zunächst an den Amtsgerichten Wolfratshausen und München, dann bei der Polizeidirektion München tätig. 1909/1911 veröffentlichte sein erstes Buch mit dem Titel: „Meine Reise nach den Strafkolonien“. Im gleichen Jahr bereitete er die deutsche Polizeikonferenz in Berlin vor, 1913 unternahm er eine Studienreise nach Nordamerika. 1911 wurde er zum Kriminalkommissar bei der Polizeidirektion Dresden bestellt, ein Jahr später stieg er dort zum Polizeirat auf. Im sächsischen Innenministerium stieg er während und nach dem Ersten Weltkrieg zum Oberregierungsrat auf und wurde Chef der Dresdener Kriminalpolizei, der sächsischen Kriminalpolizei und des Erkennungsamts. 1919 wurde er für zwei Wochen als Wirklicher Legationsrat und Vortragender Rat in die Nachrichtenabteilung des Auswärtigen Amts versetzt und von dort zum Aufbau eines Reichspolizeiamtes zunächst ins Innenministerium beurlaubt. 1920 wurde er in den zeitweiligen Ruhestand versetzt. Überlegungen zu seiner Wiedereinstellung wurden 1922 fallengelassen, im Juli 1933 wurde er aus formalen, nicht politischen Gründen als Beamter des Auswärtigen Amts in den dauernden Ruhestand versetzt. In den 1920er Jahren wirkte Heindl im Auftrag der Reichsregierung in der Internationalen Kriminalpolizeilichen Kommission mit und gab die Zeitschrift „Archiv für Kriminologie“ heraus. Heindl war kein Mitglied der NSDAP. 1945 baute er im Auftrag der amerikanischen Militärregierung das „Zentralamtes für Kriminalidentifizierung, Polizeistatistik und Polizeinachrichtenwesen“ für Bayern, die Vorgängerbehörde des LKA Bayern auf und wurde 1946 deren erster Präsident. 1953 erhielt er das Bundesverdienstkreuz.

## Werk und Wirkung
Heindl schrieb vielbeachtete Werke zur Daktyloskopie und war maßgeblich daran beteiligt, diese ursprünglich von Henry Faulds und William James Herschel entwickelte Methode bei den deutschen Polizeibehörden einzuführen. Bereits 1912 verfolgte er die Idee, „Schwerverbrecher“ in die Kolonien zu deportieren.
In den späten 1920er Jahren führte Heindl das Konzept Berufsverbrecher in die kriminalpolitische Diskussion ein. Diesen kennzeichne ein „professionelles und perseverantes Vorgehen“ und die Begehung von Verbrechen aus „reiner Gewinnsucht“. Er spitzte die im 19. Jahrhundert entstandene Typisierung des „Berufsverbrechers“, der immer nach dem gleichen Muster vorgehe und von seinem Tun lebe, zu und versah sie auch mit einer eugenischen Komponente. In seiner Schrift „Der Berufsverbrecher“ führte er aus:

„Jeder einzelne, in Freiheit gelassen, bildet den Ausgangspunkt einer schauerlichen geometrischen Progression. Er lernt andere an, die dann wieder Schüler haben werden. Vor allem aber wird er Berufsmäßige durch seine wiederholten Freiheitsperioden in die Lage gesetzt, Nachkommen zu erzeugen, die Rasse zu verschlechtern und so mittelbar die Kriminalität zu erhöhen.“

Heindl versuchte, seine Behauptungen mit „Feldstudien“ zu untermauern, so besuchte er in Berlin Abendveranstaltungen von sogenannten Ringvereinen, in denen sich die kriminelle Szene organisierte. Nach der Machtübernahme der Nationalsozialisten wurden seine Thesen von Juristen und Kriminologen als Begründung für Maßnahmen des NS-Staats herangezogen.
Bereits 1920 hat Robert Heindl gefordert, die Rechte von Tatverdächtigen einzuschränken, den Zeitraum, den ein Verdächtiger ohne richterlichen Beschluss festgehalten werden konnte, zu verlängern, und verlangte „Sonderbestimmungen“ für Personen, bei denen von vornherein klar sei, dass sie die Tat begangen hätten. Mit Berufsverbrechern sollte „kurzer Prozess“ gemacht werden, um die Strafverfolgungsbehörden zu entlasten. Wegen seines Buches „Der Berufsverbrecher“, das von liberalen Juristen heftig kritisiert wurde, bezeichnete Kurt Tucholsky ihn als „Schädling der Kriminalistik“.

## Titel und Ehrungen
1953 erhielt Heindl den Verdienstorden der Bundesrepublik Deutschland in Form des Steckkreuzes. Er führte offenbar fälschlich den Titel des Geheimrats, der sogar auf seinem Grabstein verzeichnet ist, obwohl er nie diesen Titel erhalten hatte.

## Schriften (Auswahl)
- Meine Reise nach den Strafkolonien. Berlin 1913.
- Photogrammetrie ohne Spezialkameras, Vogel Verlag Leipzig 1915.
- Strafprozessuale Sonderbehandlung der chronischen Verbrecher, in: Archiv für Kriminologie, 72, 1920.
- System und Praxis der Daktyloskopie und der sonstigen technischen Methoden der Kriminalpolizei, de Gruyter Verlag Berlin 1922
- Der Berufsverbrecher. Ein Beitrag zur Strafrechtsreform. Berlin 1926
- Polizei und Verbrechen. Berlin 1926.